# 田中清玄
田中 清玄（たなか せいげん、1906年〈明治39年〉3月5日 - 1993年〈平成5年〉12月10日）は、日本の実業家、政治活動家、CIA協力者。フィクサーともいわれる。
戦前期の非合法時代の日本共産党（第二次共産党）中央委員長。転向後は政治活動家となり、戦後は実業家として三幸建設工業株式会社社長、光祥建設株式会社社長をつとめる。ロイズ保険の会員でもあり、日本人でロイズの会員になれたのは、田中と南方哲也（元長崎県立大学教授。南方熊楠の大甥）のみと言われている。モンペルラン・ソサイエティー会員。1993年12月10日、脳梗塞で死去した。

## 生涯

### 少年期
- 1906年3月5日、北海道亀田郡七飯村（現七飯町）で出生。『自伝』によれば、戊辰戦争で自殺した会津藩家老の田中土佐（田中玄清）の子孫。清玄は後年も会津の血を引いていることを誇りにしていた。
- 1919年4月、旧制北海道庁立函館中学校（現・北海道函館中部高等学校）に入学。亀井勝一郎 や今日出海や大野一雄とは同級生だった。上級生には「丹下左膳」を書いた長谷川海太郎やその弟の長谷川四郎、海太郎の従兄弟の久生十蘭がいた。
- 1924年4月、旧制弘前高等学校入学。翌1925年、小樽高等商業学校で軍事教練事件が起きた。田中清玄は弘前で軍事教練廃止を訴えるビラをまき、最初の政治活動を経験。このあと、仙台にある東北帝国大学の島木健作・玉城肇・鈴木安蔵を中心に東北学連がつくられ、水戸高の宇都宮徳馬・水田三喜男、二高から島野武・高野信、山形高から亀井勝一郎らが集まった。清玄は島野武や宇都宮徳馬と親しくする。宇都宮はのちにミノファーゲン製薬を創業、衆議院議員、参議院議員をつとめた。田中は後年、「宇都宮は事業的にも思想的にも天才で、ずいぶん厄介になった。親父は宇都宮太郎という陸軍大将で、親父の副官がしょっちゅう来ているから情報が入るんだ。日中友好協会なんかは彼のお陰です」と回想している。また、田中はその後、青森県津軽の車力村という農村で車力農民組合を淡谷悠蔵[注釈 1]や大沢久明らと一緒につくったり、鈴木治亮や沼山松蔵（のちのクロレラ会社重役）と北海道に於ける最初の労働組合、函館合同労働組合を創設したりもした。

### 共産党闘士時代
- 1927年4月、東京帝国大学入学。亀井勝一郎とともに新人会入会[注釈 2]。島野武(のち仙台市長)・大山岩雄・佐多忠隆・田中稔男・武田麟太郎・藤沢桓夫、大宅壮一とであう。清玄はのち大宅にも世話になり、大宅文庫設立のときに拠出金を出した。同年9月、日本共産党入党。活動用のペンネームは〈山岡鉄夫〉（山岡鉄舟にちなむ）だった。空手部にも入部。渡辺政之輔からオルグの指導を受け、東京の第3地区委員長になる。1929年東大文学部中退。
- 1928年の三・一五事件、1929年の四・一六事件による党指導部の崩壊をうけ、モスクワから帰った佐野博と田中、前納善四郎（東京合同労組フラクション)が指導部を構成し、同年7月頃党を再建する。これ以降の3者指導下の党は通称「武装共産党」と呼ばれる[4]。
- 1930年1月、和歌山二里ヶ浜で日本共産党再建大会。田中はこれをきっかけに、コミンテルン国際連絡機関で中国共産党を経由したオムスのルートをつかって、資金・情報収集を始め、当時のコミンテルン執行委員会書記長並びにフィンランド共産党創立者オットー・クーシネン、コミンテルン極東部長カール・ヤンソンとも連絡をつける。

資金を得た田中は、党の武装化を進め、川崎武装メーデー、東京市電争議の際における幹部暗殺計画、車庫放火事件、中央メーデー暴動化、小銃弾薬類の略奪計画など数多くの暴動を既遂未遂した。
- 同年2月26日に和歌浦で共産党と官憲が銃撃戦になった和歌浦事件が起きる。直後、清玄の母が自決。遺書に「おまえのような共産主義者を出して、神にあいすまない。自分は死をもって諫める。おまえはよき日本人になってくれ。私の死を空しくするな」とあり、子のための諫死だった。清玄は衝撃を受け、苦悶するも、活動を休止せずに、同年5月、田中は日本共産党代表として、バイオリニストに身をなりすまし、コミンテルン極東ビューローのあった上海に渡航。同年7月14日、治安維持法違反で逮捕。

### 転向
- 1932年5月にはコミンテルンが32年テーゼを出し、「赤旗」1932年7月10日特別号に発表される。ヨシフ・スターリンは日本の極左冒険主義を批判、当面する革命は絶対主義的天皇制を打倒するためのブルジョア民主主義革命（反ファシズム解放闘争）であり、プロレタリア革命はその次の段階であると位置づけた（いわゆる二段階革命論）。
- 1933年6月、党委員長の佐野学と鍋山貞親が獄中で転向声明を出した。これは、ソ連の指導を受けて共産主義運動をおこなうのは誤りであり、今後は天皇を尊重した社会主義運動をおこなうという内容であった。田中は「生涯で一番ぐらつき」、煩悶する。同年、共産党活動家の小宮山ひでと獄中結婚。ひではその後石橋湛山の東洋経済新報社記者として上海に赴任。尾崎秀実やアグネス・スメドレーと親交した。
- 1934年獄中で天皇主義者に転向。田中は後年つぎのように回想している。「幕末に朱子学と水戸学派によって著しくねじ曲げられた天皇だけが神であるというような狭隘な神道もまた、満足できるものでなかったことは言うまでもありません。毛沢東を絶対視した中国の文化大革命などは、私にとってはまったく気違いのたわごとにすぎませんでした。八百万の神といいますね、この世に存在するあらゆるものが神だという信仰ですが、この信仰が自分の血肉の中にまで入りこんでいて、引きはがすことができないと。そうしてその祭主が皇室であり、わが民族の社会形成と国家形成の根底をなしているということに、私は獄中において思い至ったのです。考えて考えて、考え抜いたあげくの結論でした」「私の転向は母の死によってもたらされた心中の疑念がしだいに膨れあがり、私の中で基層に潜んでいた伝統的心性が目を覚まし、表層意識に植えつけられたマルクス主義、共産主義という抽象的観念を追い出した[5]」。また、佐野たちを転向させた平田勲ら思想検事の「治安維持法違反の犯人、つまり日本共産党員から一人の死刑をも出さない」という姿勢にも感銘を受けていたという[6]。

### 龍沢寺と終戦工作
- 1941年4月29日、小菅刑務所を仮出獄[7]。身元引受け人は内務省警保局長の富田健治。田中は明治神宮と皇居を拝したのち、5月1日に三島の龍沢寺の山本玄峰を訪ね、「自分の本当のルーツを発見して、マルクス主義や惟神（かんながら）の道などという狭隘で一神教的な道ではない、自分の本当に進むべき道を発見したい」と頼んだ[5]。五・一五事件の法廷で井上日召の特別弁護人を引き受けたこともある山本玄峰は、刑務所で田中に法話をしていた。田中に山本を紹介したのは血盟団事件に連座した四元義隆だった。ほか、龍沢寺には、鈴木貫太郎、米内光政、吉田茂、安倍能成、伊沢多喜男、岡田啓介、迫水久常、岩波茂雄ら多くの人士が出入りし、多くが軍部を批判していたという。また玄峰は谷中の全生庵でも法話を行い、三井の池田成彬や侍従の入江相政らも訪れた。迫水久常は東条英機が老師に会いたがっていると言ってきたが、老師はその必要はないと断ったという。田中は玄峰の秘書・用心棒を勤めた。
- また1941年井上日召が海軍の三上卓、四元義隆、菱沼五郎らと「ひもろぎ塾」を設立し近衛文麿前首相のブレーンとして活躍するが、この塾に田中も入塾している[8]。1944年、土木請負や造船業を始め[8]、のちの神中組の基礎をつくる。陸軍主導で作られた軍需国策会社であった昭和通商にも友人がおり、関係があった。
- 1945年1月、玄峰は公案に「日本をどうするか」を出した。清玄が「戦争をとめるしかありません」と言うと、「だめだ、練り直してこい」と却下。三日たっても答えられないでいると、「無条件で戦争に負けることじゃ」と怒鳴られた。本土決戦や聖戦完遂は、我執にとらわれているという。これで清玄は国を救う決意がかたまり、神中組という結社をつくる。また終戦工作に加担する。田中清玄は枢密顧問官の伊沢多喜男に相談。3月25日、赤坂で山本玄峰は鈴木貫太郎と会談、「事態を収拾できるのはあなただ」と言った。やがて鈴木に終戦内閣の大命が下り、日本はポツダム宣言を受諾した。

### 天皇への進言
1945年10月、田中は朝日新聞の高野信に頼み、「週刊朝日」に天皇制護持についての文を掲載。「諸民族の複合体である日本が大和民族を形成できたのは天皇制があったからだ」という主旨だった。当時は禁衛府長官だった菊池盛登がこれを読み、
侍従次長の木下道雄を通じて昭和天皇に田中の賜謁を願い出た。この時点で天皇は『週刊朝日』の記事を読んでいる。12月21日、田中清玄は生物学御研究所接見室に招かれ、昭和天皇に拝謁した。石渡荘太郎宮内大臣、大金益次郎次官、入江相政侍従らも同席、小一時間、清玄は退位なさるべきではないことを懸命に申し上げたという。このことを聞いた安岡正篤が田中に会いたいと言ってきたが、田中は安岡や近衛文麿が嫌いだったので、断ったといわれる。

### 実業家時代
戦後は横浜で神中組を興し、三幸建設に組み替え、戦災地復興、福島県矢吹ケ原開拓、岩手県釜石ロックフィルダム建設、沖縄では米軍土木建設の下請けなどを手がけた。神中造船、沼津酸素工業、三島木材、丸和産業、光祥建設、田中技術開発総合研究所など幾つかの会社を経営。当時は、産業の重点がセメント・肥料・農薬の「三白産業」が集中していた時期で、日本興業銀行の中山素平のアドバイスでそれらに関する事業を手がけ、収益をあげる。なお、このような戦前右翼活動を行ったものが戦後、経済活動に転換したものには、東亜連盟の山形県における西山農場、大東塾の大和公社、国粋大衆党の銀星デパートなどがある。また、下山事件との関連が論じられている矢板玄の亜細亜産業にも顔を出していた。ほかにも、おなじ転向組である水野成夫とも親交があった。また、戦前は思想検事で戦後は公安調査庁長官となった吉河光貞とは新人会以来のつきあいもあったといわれる。
1949年、中曽根康弘が反共運動の一環で、群馬の労働運動の主力になっていた日本電気産業労働組合（電産）の切り崩しを行う。9月には、700人の青年行動隊を偽名で各発電所に潜入させ、同年末から翌1950年10月まで、東京から田中、風間丈吉、佐野学、鍋山貞親らを呼んでスト破りをおこさせたという。
赤坂氷川の勝海舟の屋敷跡を借りたり、朝日新聞の編集局長だった進藤次郎の屋敷で、日銀の法王といわれていた一万田尚登、民主党幹事長の苫米地義三、大蔵大臣の泉山三六などを招くなど社交にせいを出す。
三井の池田成彬からタイやインドネシアの戦後復興協力を要求され、引き受けた。

### 全学連への資金提供
1960年『文藝春秋』1月号に「武装テロと母 全学連指導者諸君に訴える」という文章を発表。このなかで田中は「全学連の指導的立場の諸君！ 諸君の殆どが、日共と鋭く対立しつつ、新しき学生共産党とも云うべき共産主義者同盟を組織し、学生大衆運動の盛り上げに腐心して居ると聞くが、自分は三十有余年前、大正末期、未だ幼年期にあった学生運動を組織したものの一人として、更に、昭和三年（一九二八年）からは、日本共産党の指導的立場に在った者として、諸君の動向を目にし耳にするにつれ、諸君に訴えずには居られぬものを感ずる。」と呼びかけ、「甚だ諸君には御気の毒な事だが、日本の労働者大衆は誰れ一人として君等共産主義者同盟の考え方や、そのデモ闘争を支持しているものはないのだ。君等が自分自身で労働者大衆に支持されているかの様に思い込んでいるのは、とんでもない君等の自惚れだ。」と批判し、「政治と経済・文化を掌握して動かして行くものは、今日では最早、資本家でもなければ、プロレタリアートでもなくて、実に技術者を含めた経営者と称するインテリゲンチャーである」と訴え、全学連の安保闘争に共感を示しつつ、その限界を指摘した。なお、このときの田中の原稿の担当者は、当時、文藝春秋の編集部にいた桐島洋子であった。
田中清玄の全学連擁護論が「文藝春秋」に発表された後、田中清玄に最初に接触したのは全学連財政部長の東原吉伸だった。東原は小島弘（全学連共闘部長）も伴って東京會舘で田中と面会、その後、上野の水月という料亭で会食を行った。
さらに、全学連書記長島成郎が田中からの資金カンパを思いついて田中を訪い、田中は全学連の「反代々木・反モスクワ・反アメリカ」が気に入り、これに応じる。田中は次のように回想している。「革命運動はいいんだ。帝国主義反対というのが、全学連のスローガンだった。しかし、帝国主義打倒というのを、アメリカにだけぶっつけるのは、偏ってるんじゃないか」と僕は言った。「ソ連のスターリン大帝国主義、専制政治はどうしたんだ」とね。そうしたら、そうだと。それで、これは脈があるなと思って、資金も提供し、話もした。私のところにきたのは、島成郎です。最初、子分をよこしました。いま中曾根君の平和研究所にいる小島弘君とかね。東原吉伸、篠原浩一郎もだ。」。全学連の唐牛健太郎らはのちに田中の企業に就職する。田中の秘書で日大空手部主将だった藤本勇をデモに派遣したりもした。
1963年2月26日、TBSラジオで『ゆがんだ青春／全学連闘士のその後』（吉永春子）が放送され、東原吉伸が島や唐牛らが田中から資金援助をうけていたことを暴露する音声が流された。日本共産党は『赤旗』で、「右翼と結びついていた」として全学連を連日批判した。後輩の柄谷行人も同主旨で批判した。
島自身は田中との関係について、次のように回想している。「スキャンダルめいて報じられた田中清玄氏との関係も、伝えられるような決して低次元のものじゃありません。まあ、発端は金でしたけれども。経緯を少し話しますと、当時の全学連はものすごく金がかかった。事務所も、自前の印刷工場ももっていたし、宣伝カーも調達しなければならない。（中略)その頃田中清玄氏が、『文藝春秋』に学生運動に共感を示すような文章を載せたんですね。それを見て、お、これは金になるかもしらんといって、出掛けていったわけです。（中略）会ってみると田中氏本人は、どこにでも飛び込んで誰とでも仲良くなれるという、唐牛みたいな性格の人で、昔の血が騒ぐというのか、あとあとまでオレが指導者だったら、絶対にあのとき革命が起こせたとしきりにいうくらい情熱的でした。でも案外金がないらしくて、当時奥さんの胃潰瘍の手術費用にとっておいた何十万かを回してくれたんです。大口ではあったけど、大した金額じゃありません。それで私達の運動がどうなるというものでもなかった。これがキッカケになって、のちのち家族ぐるみというか、人間的な付き合いがつづいたわけです」

### 田中清玄銃撃事件

#### 背景
田中は岸信介や児玉誉士夫らとは敵対しており、当時反共体制を作ろうとしていた岸・児玉派(自民党の福田篤泰や児玉誉士夫や河野一郎なども含まれる)への対抗も含め、全学連に加担していた。児玉は全国の右翼と博打打ちを大糾合する東亜同友会を組織し、山口組の田岡一雄や林房雄をつかって田中懐柔の手を打つが、失敗。
田中は三代目山口組組長の田岡一雄と仲がよかった。もとは田中の身元引受け人だった富田健治に、横浜で海運業をやっていた佐藤軍次を紹介され、その佐藤から義理の兄であり、京浜一帯の沖仲仕の総元締で大親分だった藤木幸太郎を紹介された。戦後の京浜地区は鶴見の埋立てをめぐって、土建業松尾組の松尾嘉右衛門と、藤木が対抗していた。藤木はのちに、日本海運協会、日本海運共同組合をつくる。藤木は日本海運協会会長に田岡を立てようとするが、田岡は固辞。このときに、田岡と田中は知り合い、田岡は政治は田中に任せ、自分はヤクザを取り仕切ると決めた。
1963年3月のグランドパレス事件を経て、児玉と対立していた田岡は、反児玉派の田中とともに、児玉らの東亜同友会に対抗して、1963年4月、市川房枝、福田恆存、山岡荘八、菅原通済らを立て、麻薬追放国土浄化同盟（後の全国国土浄化同盟）を作り、キャンペーンを行った。麻薬追放国土浄化同盟の総本部は、兵庫県神戸市中央区橘通の山口組本部に置かれた。当時マスコミは「山口組全国制覇のための巧妙なカムフラージュ」と書き立てたが、田中は「これだけ麻薬がはびこったのは、警察とジャーナリズムと、そして政治家の責任だと言いたい。世の中に悪いことをやっているのはごまんとおります。暴力団にも警察官にもおる。しかし一番許せないのは政治家だ。竹下、金丸、小沢と、こういう連中に牛耳られた自民党の国会議員は、いったいどうなんだ」として後に反論している。結果、児玉誉士夫の東亜同友会構想は頓挫し、田岡一雄と稲川裕芳の対立は決定的となった。

#### 事件発生
同1963年11月9日午後4時から、東京丸の内の東京會舘で、立教大学総長の松下正寿が発起人となって、評論家高谷覚蔵の出版記念祝賀会が開かれた。田中清玄は祝賀会に出席した。同日午後6時9分、出版記念祝賀会が終了し、田中が玄関前で、タクシーを待っていたところ、東声会組員・木下陸男に狙撃された（田中清玄銃撃事件）。3発の銃弾が腹部、右腕、右手首に命中して、田中は重傷を負い、聖路加病院に搬送。ウィスコンシン大学病院で銃撃された患者を6年間に数百人手術していたという医師牧野永城の手術を受け、一命を取り留める。

#### 事件発生後
木下は「町井久之会長が、田岡一雄組長の弟分になったが、10月ごろ『田中清玄が三代目山口組を利用して関東やくざを撹乱しようとしている』との風評がたったため、町井久之会長が非常に苦しい立場に追い込まれると思い、襲撃した」と供述した。丸の内警察署は背後関係を疑い、町井久之を銃砲刀剣類所持等取締法違反で別件逮捕したが、背後関係までは立件できず、町井は起訴されなかった。田中清玄は自伝で『木下陸男は、児玉誉士夫からの差し金で、金をもらってやった』と述べている。

### オットー大公とハイエクとの親交
田中は池田成彬の紹介で、汎ヨーロッパ主義者のリヒャルト・クーデンホーフ＝カレルギーと汎アジア主義者の鹿島守之助と親交をむすび、汎ヨーロッパ運動を推進していたハプスブルク＝ロートリンゲン家家長のオットー大公を紹介された。オットー大公は戦前にオーストリア皇位継承権を放棄して、反ファシズムを表明、戦後は欧州統合運動の推進役となった。経済学者フリードリヒ・ハイエクにはオットー大公から紹介された。田中はオットーに勧められ、1961年自由主義運動を推進するためにハイエクが組織したモンペルラン・ソサイエティーに入会した。ハイエクは社会主義とケインズ経済学の両方を批判していて、田中は、とくに人為的な信用によって一時的に景気を上昇させても、それによっておこる相対的な価格体系の混乱はやがて景気を反転させるという思想に共感していた。1974年2月10日、ハイエクのノーベル賞授賞式ではパートナー役をつとめる。メインテーブルに招かれた日本人は田中清玄だけだった。1978年、田中は来日したハイエクを伊豆の自宅に招き、奈良に付き添って刀工の月山貞一のところを訪れたり、ハイエクと人類学者・今西錦司の対談を企画。1991年12月4日にはオットーと宮澤喜一首相の会談を実現させた。

### 石油交渉

#### インドネシア
石油に含まれる硫黄による大気汚染で困っていた日本にとって、硫黄が少ないインドネシア産の石油は重要なものだった。すでに岸信介・河野一郎らはスカルノと組んでいた。田中は反スカルノ派のスハルト将軍と組もうと考え、アラムシャ中将に、インドネシア国営石油会社のプルタミナの石油を日本に売ってくれと頼んだ。土光敏夫、中山素平、トヨタ自動車販売の神谷正太郎らとともに「ジャパン・インドネシア・オイル」を設立した。通産大臣の田中角栄には「あんたを支えているのは両角良彦事務次官（オイルショックを切り抜けた通産官僚）と小長啓一秘書官（のちの『日本列島改造論』の実質執筆者の一人）くらいで、まわりはこのままだと岸一派にやられるぞ」と説得したところ、事業を承諾した。

#### アブダビの海上油田開発
アラムシャ中将の紹介で、アブダビのザーイド・ビン＝スルターン・アール＝ナヒヤーン（シェイクザイード）首長に接触した。シェイクザイードはアブダビだけでなく同一種族のドバイ、アジマーン、シャルジャ、ウムアルカイワン、フジャイラ、ラスアルハイマ、カタール、バーレーンの湾岸一族を集結させた汎アラブ主義の共同体を考えており、そこに田中は惹かれたという（のちカタール、バーレーンは連邦結成協定に反して独立を選ぶも他はアラブ首長国連邦となる。カタールの国王とも田中は交流していた）。のち日本はアブダビの海上油田開発に参加。1967年から1969年にかけてアブダビのシェイクザイード首長と何度も会見、その後アラブ諸国を十三回にわたり訪問するなど深い親交を築きあげ、中東石油を日本に持ち込む橋渡しを為し、オイルショック時の危機を救った（カタールとアラブ首長国連邦の最大の輸出相手国は日本である）。

#### 北海油田
田中角栄が首相になってからは、北海油田の開発に関わり、日本が北海油田に参加して採取した石油をアメリカに渡す代わりに、アラスカのノーススロープ油田と、BP（ブリティッシュ・ペトロリアム）とエクソンが掘削中の油田に日本も参加させろというスワップ方式の提案を行い、BPのアースキン卿も賛同したが、事前に情報が漏れたため破談に終わった。田中はその漏洩が日本精工の今里広記によるものと考えていた。

### アジア連盟
1980年4月、50年ぶりに訪中、鄧小平と会見。1時間半にわたって話しあい、アジア連盟の構想を提起した。また天皇訪中を中国側にもちかけたのも田中だった（中日友好協会の孫平化会長が1992年に証言している）。同年6月、インドネシア・スハルト大統領と会見。ASEANの盟主であるインドネシアと日本と中国によるアジア連盟の必要性を訴えた。その後、インドネシアと中国は大喪の礼での弔問外交を機に東京から国交正常化を始め、韓国も加えて日本と中国とASEANは東アジア共同体を目指すASEAN+3を結成した。

### 晩年
晩年の田中が情熱を注いだものは、地球環境問題と再生可能エネルギーであった。脱石油・太陽エネルギーへの切り替えを訴えつつ、原発には真っ向から反対していた。

## 発言
以下、すべて『自伝』による。
- 尊敬している右翼は橘孝三郎と三上卓だけだといい、児玉誉士夫はもちろん、赤尾敏や野村秋介は小物としてかたづけた。右翼で最も近しかったのは四元義隆で、のちに松永安左エ門の助言で、三幸建設を譲っている。
- 「あんた、なんだと聞かれたら、本物の右翼だとはっきり言いますよ。右翼の元祖のようにいわれる頭山満と、左翼の家元のようにいわれる中江兆民が、個人的には実に深い親交を結んだことをご存じですか。一つの思想、根源を極めると、立場を越えて響き合うものが生まれるんです。中途半端で、ああだ、こうだと言っている人間に限って、人を排除したり、自分たちだけでちんまりと固まったりする」
- 「政治家なら国になりきる、油屋なら油田になりきる、医者ならバクテリアになりきる。それが神の境地であり、仏の境地だ」
- 「いま最も知りたいことはビッグバンがこの世に本当に存在したのかどうかということです。もうひとつは遺伝子工学に関すること」霊長類学者の河合雅雄の話を出して、「どうも人間だけが生物界と異なることをしているのが気になってしょうがない」
- 「児玉誉士夫を最初につかったのは外務省の河相達夫だろうが、それに鳩山一郎・三木武吉・広川弘禅・大野伴睦がくっついたのはどうしようもない」
- 「岸信介がだめになったのは矢次一夫のような特務機関屋をつかったことだ」(矢次は国策研究会の中心人物で、岸の密使として李承晩と会談した)
- 「後藤田正晴にはとくに魅力を感じないが、応援演説ではアジアに関心があるかぎりは応援する」
- 「日本はあと50年アメリカと組んでいくなどと言っている小沢一郎のような考え方と正面から対決していくべきだ」
- 「靖国神社に政治家が大挙して参拝するのはとんでもないことだ。まして天皇陛下の参拝を要請するなんてのは愚の骨頂だ」（敗戦直後に、数珠を持って靖国神社に礼拝しようとした清玄に、神官が数珠は認められないと強要。清玄は一喝、二度と靖国へは行かなかったという）。

## 家族・親族

### 田中家
祖先には「田中正玄」や「田中玄宰」また「田中土佐」の名で知られる会津藩家老田中玄清。玄清は会津藩主松平容保が京都に赴いたときに従い、警備のための市中見廻り組をつくった（のちの新選組の母体となる）。家老田中玄清の下に蝦夷地常詰若年寄の田中玄純（はるずみ）がおり、その子が田中源之進（玄直：はるなお）。おなじく会津藩若年寄だった田中源之進は会津戦争の母成峠の戦いで大鳥圭介とともに砲兵隊長として指揮を執る。廃藩置県後は、函館市相生町七飯（ななえ）村に移り、開拓使の畑や実験農場をつくっていた。田中清玄の曾祖父にあたる。
- 妻・ひで（長野県南佐久郡佐久穂町出身、元日本共産党活動家）
- 次男・愛治（第17代目早稲田大学総長、政治学者）

## 著書
- 『世界を行動する』情報センター出版局、1983年4月。
- 『統治者の条件 日本人は何をなすべきか』情報センター出版局、1983年10月。
- 聞き手・大須賀端夫『田中清玄自伝』文藝春秋、1993年9月。ISBN 978-4163475509。
  - 『田中清玄自伝』筑摩書房〈ちくま文庫〉、2008年5月。ISBN 978-4480424402。

## 弟子
- 杉浦健五

## 田中清玄関連の映画・オリジナルビデオ
- 『日本の首領 野望篇』（1978年、東映）、岡山大造のモデルは、田中清玄。岡山大造役は、小沢栄太郎
- 『日本の黒幕』（1979年、東映）、小河内辰男のモデルは、田中清玄。小河内辰男役は、曽我廼家明蝶

## 関連文献
- 大須賀瑞夫 著、倉重篤郎 編『評伝田中清玄 昭和を陰で動かした男』勉誠出版、2017年2月。ISBN 978-4585221685。
- 徳本栄一郎『エンペラー・ファイル　天皇三代の情報戦争』文藝春秋、2020年2月。ISBN 978-4163911779。
- 徳本栄一郎『田中清玄 二十世紀を駆け抜けた快男児』文藝春秋、2022年8月。ISBN 978-4163915302。